# Carpen
Carpen est une commune roumaine située dans le județ de Dolj.